# Kyrin Galloway
Kyrin Galloway (Honolulu, 10 luglio 1999) è un cestista statunitense con cittadinanza australiana.

## Carriera

### Club
Dopo aver disputato la carriera universitaria con gli UNCG Spartans, il 15 luglio 2020 firma un triennale con i New Zealand Breakers. Il 27 maggio 2022 si trasferisce agli Adelaide 36ers, con cui si lega per due anni.

### Nazionale
Nel 2019 ha vinto la medaglia di bronzo alle Universiadi di Napoli.